# Les Trois Bals
Les Trois Bals est un vaudeville en trois actes de Jean-François-Alfred Bayard représenté pour la première fois à l’occasion du Carnaval de Paris, au théâtre des Variétés le 6 février 1839. L’intérêt de cette œuvre réside dans le fait qu’elle forme comme une sorte de documentaire sur la fête parisienne à l'époque, à travers une de ses activités centrales : la danse.

## La danse au Carnaval de Paris
Une brochure anonyme, publiée en 1840, donne une idée de l'importance de la participation parisienne aux bals du Carnaval :

« D'après les relevés faits par la police, en 1836, il y a eu dans Paris, en une seule nuit de carnaval, huit cent soixante-quinze bals donnés dans des maisons particulières, et cent quatre-vingt-deux bals publics. Selon le calcul le plus modéré, c'est-à-dire en supposant une moyenne de cent personnes par bal particulier, et de trois cent par bal public, on trouve que quatre-vingt-sept mille cinq cents individus de la bourgeoisie, et cinquante-quatre mille six cents individus de toutes classes, ont veillé cette nuit et trempé dans l'orgie. Ajoutez à ce nombre tous ceux qui ont pris part aux réunions du même genre dans les « mille » guinguettes des barrières, et que la police n'a pas comptées, et vous reconnaîtrez que la moitié de la population adulte de Paris était sur pied et à la danse, avec ou sans déguisement. »

## Le Carnaval dans les salles de spectacle
Dans les années 1830, le Carnaval de Paris est, entre autres, la fête des salles de spectacle et des gens du spectacle, comme en témoignent ces deux articles qui parlent tous deux du Mardi Gras 1837 : 

« L'Opéra donnera, après-demain, un grand bal masqué, costumé et travesti. M. Musard qui n'a pu donner de bals cette année, dirigera l'orchestre, composé de cent musiciens, qui exécutera les quadrilles les plus dansans de son répertoire. »

— journal Le National, 6 février 1837

« Demain mardi gras, aux Variétés, spectacle demandé. Il se composera de Carmagnole, du Chevalier d'Éon et de Mme Gibou; le tout joué par Mme Jenny-Vertpré, Odry, Vernet, Bressant et l'élite de la troupe.

Après le spectacle, dernier des joyeux bals des Variétés, beaucoup de loges sont louées d'avance pour y jouir du brillant coup d'œil qu'offriront les nombreuses parties de masques qui ont formé le projet de s'y rendre; on dit que tous les acteurs du théâtre et un grand nombre de leurs camarades s'y réuniront sous mille déguisements différents. »

— journal Le National, 7 février 1837
À l'occasion des Jours Gras, existe une programmation spéciale de spectacles en harmonie avec l'atmosphère propre à la liesse du Carnaval. En 1839 Jean-François-Alfred Bayard va ajouter à ceux-ci une œuvre dont le prétexte paraît être la fête elle-même.

## Argument
Ferdinand, un jeune homme riche est amoureux de la grisette ambitieuse Sydonie. Elle veut l'épouser. Fort heureusement la jeune comtesse Dorsay veille sur Ferdinand. Cette intrigue assez mince tient lieu de prétexte à faire défiler devant nous les multiples aspects du bal du Carnaval parisien.

### Premier acte
C'est l'occasion de nous faire voir le bal des grisettes qui forme une société moitié vertu, moitié vice qui copie le grand monde et s'adonne à des danses intermédiaires en l'ancien menuet de Versailles et la danse dite licencieuse. L'acte s'achève par un galop et grand galop final.

### Deuxième acte
C'est le bal du grand monde, moins amusant. Déjà les danseuses sont moins jeunes, les épaules sont moins blanches, les joues moins roses ; le plaisir est plus apprêté. C'est aussi l'occasion de nous montrer en action toutes sortes de personnages tels que par exemple le faiseur d’affaires, le voleur au jeu, l’intrigant de tous les étages. Dans ce bal reparait Mme Dorsay. 

### Troisième acte
C'est l'irruption sur scène du célèbre bal Musard : brouhaha, confusion, tohu-bohu général. La chronique théâtrale du Journal des Débats résume ainsi ce dernier acte : « allez donc chercher (ici) une intrigue de vaudeville ! M. Bayard lui-même ne l’a pas trouvée ; il s’en est bien donné de garde, de par Musard  ! M. Bayard a bien fait : on ne lui demandait que du bruit et du mouvement ; il nous en a donné en veux-tu, en voilà. »

## Sources
- Journal des Débats, Chronique théâtrale, 11 février 1839.
- Microfilms de la presse parisienne quotidienne des années 1830 à la B.P.I. – Centre Georges Pompidou, Paris.
- Brochure anonyme, Le Carnaval, Paris, Prevot libraire, 1840, côte BNF L¹⁹i19.
- François Gasnault, « Un animateur des bals publics parisiens : Philippe Musard (1792-1859) », article paru en 1981 dans le Bulletin de la Société de l'Histoire de Paris et de l'Île-de-France.